# Ajra
Ajra là một thị trấn thống kê (census town) của quận Kolhapur thuộc bang Maharashtra, Ấn Độ.

## Địa lý
Ajra có vị trí 16°07′B 74°12′Đ / 16,12°B 74,2°Đ Nó có độ cao trung bình là 660 mét (2165 foot).

## Nhân khẩu
Theo điều tra dân số năm 2001 của Ấn Độ, Ajra có dân số 14.845 người. Phái nam chiếm 51% tổng số dân và phái nữ chiếm 49%. Ajra có tỷ lệ 75% biết đọc biết viết, cao hơn tỷ lệ trung bình toàn quốc là 59,5%: tỷ lệ cho phái nam là 81%, và tỷ lệ cho phái nữ là 69%. Tại Ajra, 12% dân số nhỏ hơn 6 tuổi.